# نعنای کرس
نعنای کرس یا منتا رکوینی (نام علمی: Mentha requienii) نام یک گونه از سرده نعنا است.